# Partia Socjalizmu Demokratycznego (Czechy)
Partia Demokratycznego Socjalizmu (czeski Strana demokratického socialismu) – była czeska partia polityczna istniejąca od 1997 do 2020 roku.
Partia powstała w grudniu 1997 roku, z połączenia Demokratycznej Partii Lewicy i Bloku Lewicy. W 2020 roku partia połączyła się z obywatelską inicjatywą Skuteczna Lewica, tworząc nową partię - Levice.